# Barrington (Nowy Jork)
Barrington – miasto w Stanach Zjednoczonych, w stanie Nowy Jork, w hrabstwie Yates.